# Postia alni
Postia alni är en svampart som tillhör divisionen basidiesvampar, och som beskrevs av Tuomo Niemelä och Petr Vampola. Postia alni ingår i släktet Postia, och familjen Fomitopsidaceae. Arten är reproducerande i Sverige.